# Astragalus cryptocarpos
Astragalus cryptocarpos es una especie de planta del género Astragalus, de la familia de las leguminosas, orden Fabales.

## Distribución
Astragalus cryptocarpos se distribuye por Turquía.

## Taxonomía
Fue descrita científicamente por DC. Fue publicada en Astragalogia 187 (1802).